# Брук, Вениамин Семёнович

Вениамин Семёнович Брук (13 марта 1892, Орша, Могилёвская губерния — 15 сентября 1938, Коммунарка, Московская область) — советский юрист, организатор кинопроизводства, председатель совета московского Дома кино (1936—1937).

## Биография
Родился 13 марта 1892 года в Орше. Его отец, Симон Иоселевич (Иосифович) Брук, был народным судьёй и общественным деятелем, членом уездной ревизионной комиссии, членом правления городской талмудторы и Общества вспомоществования бедным евреям; мать — Александра Вениаминовна Брук (в девичестве Рыскина) — занималась воспитанием детей. У Вениамина было три сестры — Берта, Ирина и Галина и четверо братьев — Павел, Зиновий, Александр и Григорий.
По образованию юрист. В 1914 году вступил в РСДРП.
В 1918 году — комиссар юстиции Оршанского уезда. 5 августа 1918 года как член Оршанского комитета РКП(б) попытался успокоить красноармейцев, устроивших антибольшевистский митинг, и только благодаря вмешательству лидеров левых эсеров избежал расправы.
5 апреля 1919 года на собрании Гомельского городского Совета рабочих, солдатских и крестьянских депутатов утверждён заведующим отделом юстиции уездно-городского исполкома. С образованием Гомельской губернии назначен заведующим отделом юстиции Гомельского губисполкома. 24 мая 1919 года отозван с занимаемой должности в связи с мобилизацией на фронт.
По окончании Гражданской войны работал старшим помощником прокурора Ленинградской губернии. В 1927 году под его редакцией опубликованы отдельной книгой материалы нашумевшего в то время «Чубаровского дела» о групповом изнасиловании в Ленинграде.
Затем переведён в Москву. Работал заместителем заведующего орготделом Президиума ВЦИК, помощником главного транспортного прокурора, прокурором в Управлении Северных железных дорог.
С 1936 года был председателем совета московского Дома кино. Стал практиковать открытые обсуждения, на которых кинематографисты выступали в том числе с резкой критикой работы киноорганизаций и Главного управления кинофотопромышленности (ГУК), что послужило причиной распоряжения начальника ГУКа Бориса Шумяцкого от 8 декабря 1936 года о прекращении дискуссий в Доме кино по вопросам кинематографии.
В сентябре 1937 года на Первом Всесоюзном съезде профсоюза кинофотоработников Борис Шумяцкий объявил его одним из подлинных активистов «шайки» вокруг директора «Мосфильма» Бориса Бабицкого и режиссёра Сергея Эйзенштейна, которая, по его словам, пробовала атаковать ряд фильмов, противостояла «основному направлению советского искусства — стилю социалистического реализма».
Вскоре Брук был исключён из партии, снят с должности и назначен заведующим отделом реализации треста Театрпромснабсбыт Комитета по делам искусств при Совнаркоме СССР.
26 апреля 1938 года арестован. 15 сентября 1938 года приговорён Военной коллегией Верховного суда СССР по обвинению в активном участии в антисоветской террористической правотроцкистской организации к расстрелу и в тот же день казнён. Реабилитирован посмертно 28 мая 1955 года определением Военной коллегии Верховного Суда СССР.

## Семья
- Жена — Бейля Шимоновна Брук (урождённая Менинзон)[16].
  - Дочери — Инна Вениаминовна Брук (род. 10 января 1922), детский врач и врач-рентгенолог; Зима Вениаминовна Брук (род. 10 декабря 1923), инженер.
- Сестра — Ирина Семёновна Брук (во втором браке Карпинская) (1905—2005), пианистка, преподаватель музыки, была замужем за Е. М. Тамаркиным и вторым браком за В. А. Карпинским (последний был ранее женат на другой сестре Вениамина Брука — Берте Семёновне (1895—1940).